# La sfida dei giganti
La sfida dei giganti   (distribuit în SUA ca "Hercules the Avenger " cunoscut și ca "Challenge of the Giants") este un film italian peplum de aventuri din 1965 regizat de Maurizio Lucidi despre eroul grec Hercule.  Rolurile principale au fost interpretate de actorii Reg Park,  Gia Sandri  și Adriana Ambesi. Scenariul este scris de Lorenzo Gicca Palli.

## Prezentare
Cruda Gaea, zeița Pământului, ca răzbunare pentru uciderea Hidrei, îl prinde pe Xanthus, fiul lui Hercule, și-l închide în mlaștini. Gigantul Antaeus, fiul zeiței, profită de dispariția lui Xanthus și preia controlul asupra orașului Siracusa.
Hercule începe o altă călătorie în tărâmurile de dincolo unde se luptă cu zombi și monștri pentru a-și salva fiul. Zeul Jupiter vine în ajutorul lui. Eroul grec reușește, în cele din urmă, să-l elibereze pe Xanthus din captivitate. Apoi se duce în Siracuza, unde îl anihilează pe Antaeus, distrugând orașul.
Există câte ceva pentru toată lumea: spiriduși, dragoni, bărbați care transpiră și fete în costume scumpe.

## Distribuție
- Reg Park -  Hercule
- Gia Sandri – Regina  Leda
- Giovanni Cianfriglia -  Anteo / Antaeus
- Adriana Ambesi (menționat ca Audrey Amber) -  Deianira
- Luigi Barbini - Xantos/Xanthus, fiul lui Hercule
- Gianni Solaro - Teseo
- Franco Ressel - Eteocles
- Luigi Donato -  Timonier
- Corrado Sonni
- Giulio Maculani
- Mimmo Poli - Hieron
- Marisa Belli

## Producție
Filmul a fost creat mai  ales din re-editarea unor scene cu Reg Park din cele două filme cu Hercule din 1961:   Hercules at the Conquest of Atlantis  și Hercules in the Haunted World.
Muzica este creată de Ugo Filippini, director imagine este Alvaro Mancori.  

## Lansare și primire
Pentru fizicul său impresionant actorul principal  Reg Park a fost reales  Mr Universe anul următor.
Critica filmului a fost extrem de negativă.